# The Kindness of Strangers
The Kindness of Strangers — третий студийный альбом американской группы Spock’s Beard, выпущенный в 1997 году.

## Об альбоме
Пластинка получила восторженные отзывы критиков. Том Юрек с сайта Allmusic считает, что это сильный и сфокусированный альбом, который прекрасно подойдёт для первого знакомства с творчеством группы. Он выделяет трехчастную сюиту «The Flow»; по его мнению это одна из лучших композиций Нила Морса. Юрек оценивает альбом в 3,5 звезды из 5. Михаэль Ренсен из журнала Rock Hard также отмечает последовательность и логическую завершённость альбома, которому он ставит наивысшую оценку в 10 баллов.
Эд Сандер с сайта drpr.net отмечает на пластинке элементы Yes и ранних Genesis, а также таких жанров, как джаз-фьюжн и блюз. Открывающий трек, «The Good Don't Last», он считает одним из лучших на альбоме. Также Сандер выделяет композиции «In the Mouth of Madness», «Harm's Way», «Flow» и балладу «June». По его мнению, если бы последняя вышла синглом и попала на радио, то стала бы хитом. К слабым композициям на альбоме он относит «Cakewalk on Easy Street» и «Strange World». Ещё одним недостатком Сандер называет ужасную, на его взгляд, обложку. Подводя итог он оценивает The Kindness of Strangers в 8,5 баллов из 10.
Песня «Into Fire» была включена в японское издание The Kindness of Strangers по просьбе компании JVC, занимавшейся распространением альбома в Японии. Композиция записана в необычном для группы хэви-металическом стиле и главную вокальную партию в ней исполняет клавишник Рио Окумото.

## Список композиций
Автор всех слов и музыки Нил Морс, если не указано иное.
1. The Good Don't Last — 10:04
  - Introduction
  - The Good Don't Last
  - The Radiant Is
2. In the Mouth of Madness — 4:46
3. Cakewalk on Easy Street — 5:01
4. June — 5:30
5. Strange World — 4:20
6. Harm's Way — 11:06
7. Flow (Нил Морс, Тони Рэй) — 15:48
  - True Believer
  - A Constant Flow of Sound
  - Into the Source

Бонус-трек на японском издании
1. Into Fire — 3:37

Бонус-треки на переиздании Radiant Records
1. The Good Don't Last (версия для радио) — 3:24
2. In the Mouth of Madness (версия для радио) — 3:57
3. Cakewalk on Easy Street (версия для радио) — 4:01
4. June (демо) — 5:31
5. Strange World (демо) — 4:35

## Участники записи
Spock’s Beard
- Нил Морс — вокал, фортепиано, синтезатор, акустическая гитара, электрогитара
- Алан Морс — соло-гитара, виолончель, меллотрон, бэк-вокал
- Рио Окумото — орган Хаммонда, меллотрон, вокал на «Into Fire»
- Дейв Мерос — бас-гитара, бэк-вокал
- Ник Д’Вирджилио — ударные, перкуссия, бэк-вокал

Приглашённые музыканты
- Джеки Сузуки, Том Тэлли, Эрик Брентон, Мелисса Хэсин — струнный квартет на «The Good Don't Last»

Производство
- Spock’s Beard — продюсирование
- Рич Маузер — звукоинженер, микширование
- Ник Д’Вирджилио — звукоинженер
- Брайан Кейю — звукоинженер (меллотрон, орган Хаммонда)
- Кен Лав — мастеринг